# Green500
Green500 – ranking najbardziej energooszczędnych superkomputerów na świecie, publikowany dwa razy w roku na podstawie listy TOP500. W rankingu uwzględniane są jedynie superkomputery spośród 500 dysponujących w danym roku największą na świecie mocą obliczeniową. Pierwszy ranking został opublikowany w 2007. Od 2013 lista jest prezentowana razem z listą TOP500.

## Historia
Poniższa lista przedstawia rekordy energooszczędności uzyskiwane przez superkomputery w kolejnych latach.
| Rok  | Superkomputer     | Wydajność/moc      | Twórca i lokalizacja                                |
| ---- | ----------------- | ------------------ | --------------------------------------------------- |
| 2007 | Blue Gene/P       | 357,23 MFLOPS/wat  | IBM, Daresbury Laboratory, Anglia                   |
| 2008 | IBM BladeCenter   | 488,14 MFLOPS/wat  | IBM, Fraunhofer ITWM, Niemcy                        |
| 2008 | Nautilus          | 536,24 MFLOPS/wat  | IBM, ICM UW, Polska                                 |
| 2009 | IBM QPACE Cluster | 722,98 MFLOPS/wat  | IBM, Forschungszentrum Jülich, Niemcy               |
| 2010 | Blue Gene/Q       | 1684,20 MFLOPS/wat | IBM, Thomas J. Watson Research Center, USA          |
| 2011 | Blue Gene/Q       | 2097,19 MFLOPS/wat | IBM, Thomas J. Watson Research Center, USA          |
| 2012 | Blue Gene/Q       | 2100,88 MFLOPS/wat | IBM, Lawrence Livermore National Laboratory, USA    |
| 2012 | Beacon            | 2499,44 MFLOPS/wat | Appro International, University of Tennessee, USA   |
| 2013 | Eurora            | 3208,83 MFLOPS/wat | Eurotech, CINECA, Włochy                            |
| 2013 | TSUBAME-KFC       | 4503,17 MFLOPS/wat | GSIC Center, Tokyo Institute of Technology, Japonia |
| 2014 | TSUBAME-KFC       | 4389,82 MFLOPS/wat | GSIC Center, Tokyo Institute of Technology, Japonia |
| 2014 | L-CSC             | 5271,81 MFLOPS/wat | GSI Helmholtz Center, Niemcy                        |
| 2015 | Shoubu            | 7031,58 MFLOPS/wat | PEZY-SC, Riken, Wakō, Japonia                       |
| 2016 | DGX SATURNV       | 9462,10 MFLOPS/wat | Nvidia, USA                                         |
| 2017 | TSUBAME3.0        | 14 110 MFLOPS/wat  | GSIC Center, Tokyo Institute of Technology, Japonia |
| 2017 | Shoubu system B   | 17 009 MFLOPS/wat  | PEZY-SC, Riken, Wakō, Japonia                       |
| 2018 | Shoubu system B   | 18 404 MFLOPS/wat  | PEZY-SC, Riken, Wakō, Japonia                       |
| 2018 | Shoubu system B   | 17 604 MFLOPS/wat  | PEZY-SC, Riken, Wakō, Japonia                       |
| 2019 | Shoubu system B   | 17 604 MPLOPS/wat  | PEZY-SC, Riken, Wakō, Japonia                       |